# Claiborne County, Mississippi
Claiborne County är ett administrativt område i delstaten Mississippi, USA. År 2010 hade countyt 9 604 invånare. Den administrativa huvudorten (county seat) är Port Gibson.

## Geografi
Enligt United States Census Bureau så har countyt en total area på 1 299 km². 1 261 km² av den arean är land och 38 km² är vatten. 

### Angränsande countyn
- Warren County - nord
- Hinds County - nordost
- Copiah County - sydost
- Jefferson County - syd
- Tensas Parish, Louisiana - väst